# Lee Yang
Lee Yang (xinès (Taiwan): 李洋)  (Taipei, Taiwan, 12 d'agost de 1995) és un jugador de bàdminton taiwanès. Ha participat en 1 Olimpíada, guanyant la medalla d'or en la prova per equips (juntament amb el seu compatriota Wang Chi-lin) dels Jocs Olímpics de Tòquio 2020. Fou la primera vegada que Taipei aconseguia una medalla d'or en qualsevol disciplina olímpica de bàdminton i a més era la primera vegada que un equip que no havia estat escollit com a cap de sèrie abans del torneig, guanyava la competició. A més, el 2023 també va aconseguir, amb la mateixa parella, la medalla de bronze en el Campionat d'Àsia.

## Trajectòria professional
| Jocs Olímpics     | Jocs Olímpics | Jocs Olímpics | Jocs Olímpics  |
| Any               | Seu           | Posició       | Categoria      |
| ----------------- | ------------- | ------------- | -------------- |
| 2020              | Tòquio        | 1             | Equips masculí |
| Campionat del Món |               |               |                |
| 2018              | Nanquín       | 1/16 de final | Equips masculí |
| 2018              | Nanquín       | 1/16 de final | Equips mixt    |
| 2019              | Basilea       | 1/8 de final  | Equips masculí |
| 2021              | Huelva        | 1/4 de final  | Equips masculí |
| 2022              | Tòquio        | 1/8 de final  | Equips masculí |
| 2022              | Tòquio        | 1/16 de final | Equips mixt    |
| Campionat d'Àsia  |               |               |                |
| 2016              | Wuhan         | 1/8 de final  | Equips masculí |
| 2017              | Wuhan         | 1/16 de final | Equips masculí |
| 2017              | Wuhan         | 1/8 de final  | Equips mixt    |
| 2018              | Wuhan         | 1/4 de final  | Equips masculí |
| 2018              | Wuhan         | 1/16 de final | Equips mixt    |
| 2023              | Dubai         | 3             | Equips masculí |